# Несветай (село)
Несвета́й — село в Мясниковском районе Ростовской области.
Входит в состав Большесальского сельского поселения.

## География
Расположено на правом берегу реки Тузлов.

### Улицы
- ул. Брестская,
- ул. Буденовская,
- ул. Ворошиловская,
- ул. Ленина,
- ул. Освобождения,
- ул. Советской Армии,
- ул. Центральная.

## Население
| 2010 |
| ---- |
| 536  |

## Социальная сфера
Молодежь в селе занимается мотоспортом. В селе имеется клуб, автобусная остановка, 3 магазина. Фельдшерский пункт, который нуждается в мед работниках, есть помещение, но нет фельдшера поэтому первую помощь оказывать некому. Детский сад находится в селе Большие салы, там же находится и школа, в которую ходят дети. Когда-то и в Несветае была и школа и садик, но их закрыли, так как было не рентабельно их существование. На данный момент демографическая ситуации в селе улучшилась, растёт много детей.

## Достопримечательности
- Памятник воинам-освободителям.
- Армянская церковь Сурб Карапет[2][3]. Построена в XIX веке, повреждена во время Великой Отечественной войны.